# تاريخ كرواتيا (1995-الحاضر)
هذا هو تاريخ كرواتيا منذ نهاية حرب الاستقلال الكرواتية.

## تودمان: رئاسة زمن السلم (1995 - 1999)
انتهت الحرب في كرواتيا في شهر نوفمبر من عام 1995. قتل في الحرب نحو 20 ألف إنسان، في حين تشير الأرقام الرسمية حول أضرار الحرب التي نشرت في كرواتيا في عام 1996 إلى تدمير 180 ألف وحدة سكنية ودمار 25% من الاقتصاد الكرواتي وأضرار مادية تقدر بقيمة 27 مليار دولار. قدرت مجلة يوروب ريفيو في عامي 2003 و2004 أضرار الحرب ب 37 مليار دولار أمريكي في البنى التحتية والناتج الاقتصادي والنفقات المتعلقة باللاجئين، في حين انخفض الناتج المحلي الإجمالي بنسبة 21% في تلك الفترة. دمر، أو تعرض لأضرار، 15% من الوحدات السكنية و2423 من المباني التراثية الثقافية، من ضمنها 495 مبنى مقدس. فرضت الحرب عبءً اقتصاديًا إضافيًا من النفقات العسكرية العالية جدًا. بحلول عام 1994، ومع تطور كرواتيا بصورة سريعة إلى اقتصاد حرب الأمر الواقع، استهلك الجيش قرابة 60% من إجمالي الإنفاق الحكومي.
بعد نهاية الحرب، أقيمت الانتخابات البرلمانية في عام 1995 والتي أسفرت عن فوز الاتحاد الديمقراطي الكرواتي الحاكم. وأصبح زلاتكو ماتيسا رئيس الوزراء الكرواتي الجديد، وحل محل نيكيتشا وشكل أول حكومة مستقلة في زمن السلم في كرواتيا. وأجريت انتخابات جمعية زغرب في الوقت نفسه، التي أسفرت عن فوز المعارضة. أفضى ذلك إلى أزمة زغرب مع رفض الرئيس تقديم التثبيت الرسمي لأحزاب المعارضة التي كان عمدة زغرب قد اقترحها. في عام 1996 خرجت في زغرب مظاهرات حاشدة ردًا على إلغاء رخصة البث لإذاعة راديو 101، التي كانت إذاعة توجه انتقادات للحزب الحاكم.
نتيجة لبرامج الاستقرار الشامل، توقف النمو السلبي للناتج المحلي الإجمالي خلال أوائل التسعينيات من القرن العشرين وأخذ منحى تصاعديًا. وفرت نشاطات إعادة الأعمار خلال فترة ما بعد الحرب حافزًا آخر للنمو. ساهم الإنفاق الاستهلاكي واستثمارات القطاع الخاص، الذين أُجلا خلال الحرب، في النمو خلال الفترة بين العامين 1995 و1997 وطورا الأوضاع الاقتصادية. بلغ المعدل الحقيقي لنمو الناتج المحلي الإجمالي في عام 1995 6.8%، وفي عام 1996 5.9% وفي عام 1997 6.6%.
في عام 1995 أنشئت وزارة الخصخصة وشغل إيفان بينيتش منصب أول وزير لها. كانت الخصخصة في كرواتيا بالكاد قد بدأت حين اندلعت الحرب في عام 1991 وبذلك كان الانتقال من الاقتصاد المخطط إلى اقتصاد السوق بطيئًا وغير ثابت. تعرض الحزب الحاكم لانتقادات بسبب تحويله الشركات التجارية إلى مجموعة من الملاك من أصحاب الامتيازات وأصحاب الصلات مع الحزب.
أصبحت كرواتيا عضوًا في المجلس الأوروبي في 6 من شهر نوفمبر من عام 1996. فاز رئيس كرواتيا فرانجو تودمان في الانتخابات الرئاسية لعام 1997 بنسبة 61.4% من الأصوات وأعيد انتخابه لولاية ثانية تمتد ل 5 أعوام. وأصبحت مارينا ماتولوفيتش دروبوليتش عمدة زغرب بعد فوزها بالانتخابات المحلية لعام 1997 التي أنهت بصورة رسمية أزمة زغرب.
تفاوض الجزء المتبقي من جمهورية كرايينا الصربية السابقة، وهي المناطق المتاخمة لجمهورية يوغسلافيا الفيدرالية، على اندماج سلمي ضمن الحكومة الكرواتية. جعل ما سمي باتفاقية أردوت من المنطقة محمية مؤقتة لإدارة الأمم المتحدة الانتقالية في سلافونيا الشرقية وبارانيا وسيرميوم الغربية. وأعيد دمج المنطقة بصورة رسمية ضمن كرواتيا في 15 من شهر يناير من عام 1998. وفي 3 أكتوبر 1998 طوّب البابا يوحنا بولس الثاني الكاردينال ألوجي ستيبيناتش.
أُدخلت ضريبة القيمة المضافة في عام 1998 وكانت ميزانية الحكومة المركزية تشهد فائضًا في ذلك العام. في نهاية العام 1998 دخلت كرواتيا في حالة ركود وتباطأ نمو الناتج المحلي الإجمالي إلى 1.9%. استمر الركود خلال العام 1999 مع انخفاض الناتج الإجمالي المحلي بنسبة 0.9%. وارتفعت معدلات البطالة من نحو 10% في عام 1996 و1997 إلى 11.4% في عام 1998. ومع نهاية العام 1999 وصلت إلى 13.6%. وخرجت البلاد من الركود في الربع الرابع من عام 1999.

## حكومة راكان (2000 - 2003)
توفي تودمان في عام 1999، وفي الانتخابات البرلمانية التي أجريت مطلع العام 2000، حل ائتلاف يسار الوسط محل حكومة الاتحاد الديمقراطي الكرواتي القومي، وشغل إيفيكا راكان منصب رئيس الوزراء. في الوقت نفسه، أجريت انتخابات رئاسية انتهت بفوز ستيبان ميسيتش المعتدل.
عدلت حكومة راكان الجديدة الدستور، وغيرت النظام السياسي من نظام شبه رئاسي إلى نظام برلماني ونقلت معظم الصلاحيات الرئاسية التنفيذية من الرئيس إلى مؤسسات البرلمان ورئيس الوزراء. وعلى الرغم من ذلك، بقي الرئيس قائد الأركان واستخدم بصورة ملحوظة هذه الصلاحية ردًا على رسالة الاثنا عشر جنرالًا.
عاد النمو الاقتصادي في عام 2000 في أعقاب الركود. وبدأت الحكومة الجديدة العديد من مشاريع البناء الضخمة، بما في ذلك الإسكان الذي كان تحت رعاية الدولة وتشييد طريق زغرب سبليت الرئيسي، ويسمى اليوم إيه 1. كان النمو الاقتصادي قد تلقى دفعة في العقد الأول من القرن الحالي عبر طفرة ائتمانية قادتها المصارف المخصخصة حديثًا واستثمارات رؤوس الأموال، لا سيما في بناء الطرق، وانتعاش السياحة وإنفاق استهلاكي قائم على الائتمان. بقي التضخم منخفضًا وحافظت العملة، الكونا، على استقرارها. انتعشت البلاد من ركود خفيف في عامي 1998 و1999 وحققت نموًا اقتصاديًا ملحوظًا خلال السنوات التالية. واستمر معدل البطالة بالارتفاع حتى عام 2001 حين بدأ بالانخفاض في النهاية. تسارعت عودة اللاجئين مع بناء الحكومة للعديد من المنازل، وكان معظم الكروات قد عادوا (باستثناء البعض في فوكوفار)، في حين لم يفعل ذلك سوى ثلث الصرب، إذ أعاقتهم عن ذلك قوانين الملكية غير الملائمة وأيضًا القضايا الاقتصادية والإثنية.
يعزى في معظم الأحيان إلى حكومة راكان الفضل في إخراج كرواتيا من شبه العزلة التي كانت تعانيها في عهد تودمان. وأصبحت كرواتيا عضوًا في منظمة التجارة العالمية في 30 من شهر نوفمبر من عام 2000. ووقعت البلاد على عملية العمل على الاستقرار والتشارك مع الاتحاد الأوروبي في شهر أكتوبر من عام 2001 وتقدمت بطلب للعضوية في شهري فبراير ومارس من عام 2001.

## حكومة ساندر (2003 - 2009)
في أواخر العام 2003، أجريت انتخابات برلمانية جديدة فاز فيها الاتحاد الديمقراطي الكرواتي الذي كان قد شهد إصلاحات تحت قيادة إيفو ساندر، الذي أصبح رئيسًا للوزراء. بعد تأجيل تسبب به الجدل حول تسليم جنرالات الجيش للمحكمة الجنائية الدولية ليوغسلافيا السابقة، أصدرت المفوضية الأوروبية في عام 2004 في نهاية المطاف توصية حول ضرورة البدء مع كرواتيا بمفاوضات الانضمام. ووصف تقرير المفوضية حول كرواتيا بأنها مجتمع ديمقراطي عصري مع اقتصاد قوي ومقدرة على الاستجابة للالتزامات إضافية، شريطة أن تستمر بعملية الإصلاح.
منحت البلاد مكانة مقدم طلب للعضوية في الاتحاد الأوروبي في 18 من شهر يونيو من عام 2004 ووضع إطار عمل للمفاوضات في شهر مارس من عام 2005. بدأت المفاوضات الفعلية بعد القبض على الجنرال أنتي جوتوفينا في شهر ديسمبر من عام 2005، الأمر الذي سوّى قضية عالقة مع المحكمة الجنائية الدولية ليوغسلافيا السابقة في لاهاي. إلا أن العديد من التعقيدات أوقفت عملية التفاوض، لا سيما خلال فترة الخلافات الحدودية بين كرواتيا وسلوفينيا منذ شهر ديسمبر من عام 2008 حتى شهر ديسمبر من عام 2009.
في أغسطس من عام 2007، عاشت كرواتيا مأساة حين توفي 12 رجل إطفاء في النيران التي ضربت ساحلها في عام 2007 على جزيرة كورنات.
أعيد انتخاب سانادر في الانتخابات البرلمانية المتقاربة بشدة في عام 2007.
كان اغتيال إيفو بوكانيتش في شهر أكتوبر من عام 2008 أحد أبرز الجرائم في كرواتيا في تلك الفترة والتي صنفت ضمن الجريمة المنظمة وربطتها وسائل الإعلام بحدوث متكرر للجرائم في زغرب في عام 2008. في شهر مارس من عام 2008، قتل مشجع من رابطة باد بلو بويز يبلغ من العمر 18 عامًا في حي ريبنجاك، وتلا ذلك عمل انتقامي نفذه أعضاء آخرون في باد بلو بويز. ثم تسبب شجار بين مجموعة في موقف حافلات في جادة فيسيسلاف هولجيفاتش المزدحمة بوفاة لوكا ريتز البالغ من العمر 18 عامًا. تسببت جريمة إيفانا هوداك، ابنة زفونيمير هوداك، وهو المحامي الذي تولى الدفاع عن الجنرال فلاديمير زاغوريتش الذي يعد من أثرياء الحرب، في شهر أكتوبر من عام 2008 بطرد رئيس الوزراء إيفو سانادر لماريجان بينكو، رئيس قسم شرطة زغرب وبيريسلاف رونسيفيتش وزير الداخلية وآنا لوفرين وزيرة العدل.